# Call of Juarez
Call of Juarez – gra komputerowa z gatunku FPS osadzona w westernowym klimacie Dzikiego Zachodu. Została wydana przez polskiego producenta Techland w 2006. 30 czerwca 2009 został wydany prequel Call of Juarez: Więzy Krwi. 31 sierpnia 2011 roku ogłoszono nowy tytuł, będący sequelem, Call of Juarez: The Cartel.

## Opis fabuły
Billy "Świeca" wraca do rodzinnego miasteczka, Hope, w którym roi się od złodziei i złoczyńców (powodem jego wyjazdu był fakt, iż ojczym, Thomas McCall, nie uważał Billy'ego za prawdziwego mężczyznę, wyruszył więc w poszukiwaniu słynnego złota Juarez). W rodzinnym domu, okazuje się, że zarówno jego matka, Marisa, jak i ojczym, Thomas, zostali zamordowani. Stojącego nad zwłokami zauważa jego wuj, pastor Ray McCall (brat Thomasa). Ray posądza Billy'ego o zabójstwo i zaczyna go ścigać. W grze na zmianę sterujemy Billym i Rayem.

## Postacie w grze
- Ray McCall – jedna z postaci, którą gracz będzie się poruszał. Pastor, były zabijaka, brat Thomasa (zamordowanego). Chce zemsty za śmierć brata. Oddał swoje życie Bogu, ponieważ kiedyś był złym człowiekiem. Jest "prawą ręką Boga", która wymierza sprawiedliwość na złoczyńcach. Używa broni i Biblii.
- Billy "Świeca (ang. Candle)" – kolejna postać poruszana przez gracza. Młody Meksykanin, syn Marisy i Juareza (wychowywany przez ojczyma Thomasa). Zostaje posądzony o zabójstwo matki i ojczyma, co powoduje ucieczkę przed chcącym pozbawić go życia stryjem. Zakochany w Molly. Przez całą rozgrywkę, misję z nim będą typową skradanką. Korzysta ze swej zręczności i zwinności. Używa łuku, broni palnej i bicza.
- Tim Powell – szeryf w mieście Hope (z ang. Nadzieja). Ginie z rąk jednego z opryszków przed kościołem.
- Suzy – prostytutka w Hope. Pracuje u Clyde'a Forrestera.
- Frank – weteran wojny secesyjnej, człowiek chory psychicznie mieszkający daleko od miasta. Posiada broń.
- Jones – dziwak, na jego farmie zapoznamy się z techniką skradania i strzelania.
- Molly Ferguson – miłość Billy'ego, córka właściciela ziemskiego, który nie przepada za chłopakiem.
- Spokojna Woda – Indianin w podeszłym wieku, obozujący przy rzece. Zostaje zlikwidowany przez ludzi Juareza.
- Ferguson – właściciel rancza, ojciec Molly. Nie lubi Billy'ego, więc zakochani muszą się spotykać potajemnie. Umiera na skutek tortur braci MCclyde.
- Matt Parker – oficer Kawalerii i szef ochrony, pilnującej podatków w pociągu.
- Thomas McCall – Młodszy brat Raya, ojczym Billy'ego. Zamordowany przez ludzi Juareza.
- Marisa McCall-Mendoza – matka Billy'ego, żona Thomasa. Jej zabójstwem został obarczony Billy. Naprawdę zabita przez bandytów Juana.

## Wrogowie
- Chat – pracuje u ojca Molly Ferguson. Podobnie jak Billy Świeca jest zakochany w Molly. Nie lubi Billy'ego bo wie, że Molly go kocha. Zostaje zabity przez Raya.
- Clyde Forrester – barman i właściciel Saloona w Hope. Ateista, szydzący z McCallów. Ginie w pojedynku z Rayem.
- Ty Stewart, Bracia McClyde, Tom Manson – bandyci przebrani za szeryfów, biorący udział w napadzie na ranczo Molly. Wszyscy zostają zabici przez Raya.
- Ned "Zaraza" Sęp – herszt bandy pilnującej kopalni. Przygotował napad na pociąg, nie biorąc w nim udziału. Ginie z rąk pastora.
- Juan 'Juarez' Mendoza – główny wróg w grze. Towarzysze nazwali go tak, ponieważ ma największą chętkę na ukryte złoto Juarez. Biologiczny ojciec Billy'ego, morderca jego ojczyma i matki.